# Петкова, Неделя
Неделя Петкова Караиванова (болг. Неделя Петкова Караиванова, известная как Баба Неделя болг. Баба Неделя) (13 августа 1826, Сопот, Пловдивская область — 1 января 1894, София) — болгарская революционерка и деятель просвещения, пионер образования в Болгарии и Македонии.

## Биография
Неделя Петкова родилась 13 августа 1826 года в городе Сопот. Девичья фамилия Недели Делюва Гульова. Базовые знания в грамотности получила в Сопотском монастыре, где прониклась идеями просвещения. В 19 лет вышла замуж за родственника революционера Василя Левского, торговца Петко Караиванова, который позже умер от холеры и оставил Неделю с пятью детьми, беременной шестым. По рекомендации Найдена Герова она стала учителем во вновь открывшейся школе для девочек в Софии (1858—1861), где работала с Савой Филаретовым. Позже продолжила учить детей, работала учителем в Самокове (1862—1864), Кюстендиле (1864—1865), Прилепе (1865—1866), Охриде (1868—1869), Велесе (1870—1871).

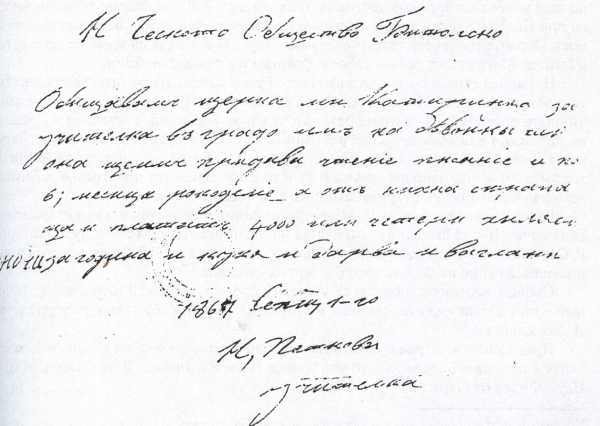
Письмо Неделии Петковой к Битольскому болгарскому муниципалитету от1 сентября 1867 года

В Прилепе была назначена учителем в школу для девочек 1 июля 1865 года, сама школа была размещена в торговом доме рядом с церковью. Она впервые организовала в городе празднование Дня святых Кирилла и Мефодия.
В Велесе вступила в местный революционный комитет. Димитр Беровский лидер Разловского восстания поручил Неделе Петковой и её дочери также учительнице Станиславе Караивановой придумать и создать знамя предстоящего восстания. Знамя было красного цвета с изображением на нём жёлтого льва. На знамени были надписи «Македония» и «Станете да ви освободя» (рус. Встать, чтобы освободиться). Незадолго до восстания они были раскрыты, однако успели передать созданное знамя революционерам, и именно под этим знаменем прошло восстание.
После раскрытия своего участия в подготовке восстания была выслана из города, и при поддержке Зографского монастыря была отправлена работать учительницей в Салоники. В Греции участвует в борьбе местного населения за независимость от османов, создает женские и благотворительные общества, помогает в отправке болгарских девушек для обучения в Россию, для этого приезжает в Москву.
После освобождения Болгарии с 1878 года жила в Кюстендиле, а в 1879 году переехала в Софию. В 1883 году перебралась в Ракитово, продолжая работать учителем.
Скончалась в Софии 1 января 1894 года.
Мыс Баба Неделя на острове Ливингстон в Антарктике назван в честь Недели Петковой.